# Complemento (militare)
Il complemento, nel lessico militare, indica quei civili richiamati presso le forze armate nella riserva militare in caso di particolari necessità e/o situazioni.

## Storia
Sebbene sia l'esercito dell'Atene del V secolo a.C. sia l'esercito dell'età dei re e della prima repubblica di Roma fossero interamente o in grande maggioranza composti da coscritti, l'uso dei soldati di complemento venne abbandonato progressivamente durante l'epoca imperiale di Roma stessa, per esigenze economiche, politiche e tattiche. Tale tipo di esercito fu rimpiazzato da uno di volontari professionisti.
Durante il Medioevo, invece, l'instabilità dei poteri e lo stesso sistema feudale impediva di fatto che il popolino potesse maneggiare se non in casi disperati armi considerate simbolo di potere e di nobiltà.
La prima forma di complemento nella storia moderna e contemporanea risale al XIX secolo, quando l'imperatore Guglielmo II di Germania istituì la prima leva militare che mirava a preparare la popolazione a eventuali guerre di espansione o di difesa che avrebbe dovuto affrontare il neonato Impero Germanico.
La diffusione nel resto d'Europa e nel mondo di tale pratica fu dettata dal grande successo conseguito dalla Germania nella guerra franco-prussiana contro la Francia, dove, con una manovra tattica perfettamente eseguita, l'esercito imperiale schiacciò l'impreparato esercito francese mettendo sotto assedio Parigi.

## Generalità
Il richiamo può essere precisto sia in tempo di guerra, per far fronte all'esiguità di militari professionisti in servizio permanente, sia nei periodi di pace per un addestramento base sugli elementi della disciplina e del combattimento, in modo da avere truppe già preparate e da poter quindi schierare più rapidamente in caso di necessità.
In tempi moderni, nei paesi europei, per complemento si intende un bacino di personale mediamente qualificato che ha già svolto il servizio militare obbligatorio e che quindi va a formare la riserva che tuttavia rimane civile e che non è quindi impiegabile se non in caso di conflitto o, a libero arbitrio dei singoli individui, partecipante a manifestazioni promosse dalle varie associazioni d'arma.